# Kyrillos (Papanthimou)
Kyrillos (světským jménem: Ioannis Papanthimou; * 2. prosince 1980, Archipolis) je řecký pravoslavný duchovní a vikarijní biskup metropolie Rhodos.

## Život
Narodil se 2. prosince 1980 v Archipolisu.
Základní vzdělání získal ve své rodné obci a středoškolské ve městě Rhodos. Poté nastoupil na teologickou fakultu Athénské univerzity. Následně studoval patristiku na Abacus College v Oxfordu a pastorační teologii na St Mary's University (Twickenham), kde získal titul magistra.
Dne 8. prosince 2004 byl rukopoložen na diákona a sloužil jako archidiákon v katedrálním chrámu Rhodu.
Dne 1. srpna 2009 byl rukopoložen na jereje. Jako kněz sloužil v chrámu svatého Mikuláše a také se stal kazatelem rhodoské metropolie. Sloužil také jako sekretář komise pro náboženský cestovní ruch metropolií Dodekanésu. Později působil jako vedoucí kanceláře metropolity a správce oficiálních webových stránek metropolie.
Dne 30. srpna 2017 byl Svatým synodem Konstantinopolského patriarchátu zvolen biskupem z Olympusu a vikarijním biskupem metropolie Rhodos.
Dne 30. září 2017 proběhla jeho biskupská chirotonie. Světiteli byli metropolita Rhodu Kyrillos (Kogerakis), metropolita Lerosu Paisios (Aravantinos), metropolita Kósu Nathanail (Diakopanagiotis), metropolita Prousy Elpidoforos (Lampryniadis), metropolita Irinoupolisu Dimitrios (Zacharenkas), metropolita Núbie Savvas (Cheimonettos), metropolita Arkalochori Andreas (Nanakis), metropolita Rethmynu a Avlopotamosu Evgenios (Antonopoulos), metropolita Petry Gerasimos (Marmatakis), metropolita Hierapytny Kyrillos (Diamantakis), metropolita Kyrenie Chrysostomos (Papathomas), biskup Stratonicei Stefanos (Kates), biskup Abydusu Kyrillos (Katerelos) a biskup Amoriumu Nikiforos (Psychloudis).